# Europe et Zeus
Europe et Zeus ou Europe sur le taureau est une fresque antique trouvée dans la maison de Jason à Pompéi et conservée au musée archéologique national de Naples.

## Histoire et description
Peinte entre 20 et 25, la fresque décorait l'œcus de la Maison de Jason, avec deux autres fresques, Héraclès et Nessus et Pan et les Nymphes, toutes détachées de leur position originale pour obtenir de petites peintures.
La fresque a pour thème l'enlèvement d'Europe par Zeus, transformé en taureau. Le tableau suit le schéma pyramidal hellénistique typique : le sommet de la pyramide est la colonne, une référence claire à la figure divine de Zeus, dessinée en arrière-plan, avec un chêne ; le reste du fond est caractérisé par un paysage rocheux, coloré en blanc. La scène principale montre Europe assise sur le taureau : la femme, qui présente des similitudes notables avec les représentations de Vénus avec Mars, est à moitié nue, tient sa toge avec sa main droite derrière la tête et s'accroche à l'une  des cornes de l'animal avec sa main gauche. À droite sont représentées trois servantes, dont deux presque indifférentes à l'événement, tandis qu'une caresse le taureau ; cette servante présente les limites du peintre : en effet, elle est disproportionnée par rapport aux deux autres et l'artiste a oublié de peindre son bras droit, le bras gauche semblant attaché directement au cou. 
Il existe deux exemplaires de la fresque, un dans la Maison de Lucius Vetuzius Placidus et un autre, perdu, connu grâce à une aquarelle de Giuseppe Abbati.